# Plopșoru
Plopșoru is een Roemeense gemeente in het district Gorj.
Plopșoru telt 6978 inwoners.